# Working Title Films
Working Title Films es un estudio cinematográfico británico que produce películas y programas de televisión y es una subsidiaria de Universal Pictures  una división de NBCUniversal, que a su vez es una división de Comcast. La compañía fue fundada por Tim Bevan y Sarah Radclyffe en 1983. Produce largometrajes y varias producciones de televisión. Bevan y Eric Fellner son ahora los copresidentes de la empresa.

## Historia
Working Title Films fue cofundada por los productores Tim Bevan y Sarah Radclyffe en 1983. Radclyffe se fue en 1992, PolyGram se convirtió en el patrocinador corporativo de la compañía y Eric Fellner, otro productor de cine independiente, se unió a la compañía.
La compañía produjo una variedad de películas para la productora con sede en Londres de PolyGram, PolyGram Filmed Entertainment. Un estudio de cine anglo-holandés, PolyGram Films se convirtió en un importante competidor de Hollywood. En 1998, Seagram vendió la mayor parte de su biblioteca de películas PolyGram lanzadas hasta el 31 de marzo de 1996 a Metro-Goldwyn-Mayer.
En 1999, PolyGram se vendió a la compañía Seagram y se fusionó con MCA Music Entertainment , para formar Universal Music Group. PolyGram Films se vendió y se incorporó a Universal Pictures en 1999. Aunque por contrato se les permite producir cualquier película con un presupuesto de hasta 35 millones de dólares, en la práctica, Bevan y Fellner consultan con ejecutivos de estudio en la empresa matriz de Working Title, NBCUniversal.
Working Title tiene su sede en Londres y una oficina en Los Ángeles, dirigida por la productora Liza Chasin. Más recientemente, la productora renovó su primer contrato con Universal Pictures.

### WT2Productions
En 1999, Bevan y Fellner lanzaron una empresa subsidiaria llamada Working Title 2 Productions, comúnmente conocida como WT². La compañía es un brazo de producción de cine independiente dirigido por Natascha Wharton, y ha producido películas que incluyen Billy Elliot, Shaun of the Dead y The Calcium Kid.

### Working Title Television
Working Title ha estado activo en la producción de televisión desde principios de la década de 1990.  En febrero de 2010, Working Title lanzó oficialmente su división de televisión como una empresa conjunta con la empresa matriz NBCUniversal, propiedad de Comcast. Desde entonces, han producido contenido para la televisión británica y estadounidense. Las producciones y coproducciones notables desarrolladas por Working Title Television. incluyen About a Boy de NBC y The Tudors de Showtime.
WTTV tiene oficinas en Londres y Los Ángeles.

## Oferta de franquicia de ITV de 1991
En 1991, Working Title participó en una oferta por la licencia ITV de London Weekend. Working Title, Mentorn, Palace y PolyGram querían hacerse cargo de London Weekend Television y transmitir a Londres bajo el nombre de London Independent Broadcasting. En caso de que LWT retuviera su licencia; La Comisión de Televisión Independiente, que supervisaba el proceso de licitación, consideró que las propuestas de London Independent Broadcasting no superaban el umbral de calidad.

## Filmografía

### Televisión
| Título                       | Año       | Coproducción                                                                                  | Canal                               | Notas |
| ---------------------------- | --------- | --------------------------------------------------------------------------------------------- | ----------------------------------- | ----- |
| The Baldy Man                | 1995–98   | Central Independent Television                                                                | ITV1                                |       |
| Randall & Hopkirk            | 2000–01   |                                                                                               | BBC One                             |       |
| The Tudors                   | 2007–2010 | Reveville Erie Octagon Entertainment Peace Arch Entertainment Showtime Networks               | BBC Two CBC Television Showtime TV3 |       |
| Love Bites                   | 2011      | Loud Blouse Productions Universal Television                                                  | NBC                                 |       |
| Yonderland                   | 2013–16   |                                                                                               | Sky 1                               |       |
| About a Boy                  | 2014–15   | True Jack Productions TriBeCa Productions Universal Television                                | NBC                                 |       |
| You, Me and the Apocalypse   | 2015      | BigBalls Films Sky UK y NBCUniversal International Studios                                    | Sky 1 NBC                           |       |
| Gypsy                        | 2017      | Rhythm Arts Entertainment Pen and Paper Industries Universal Television                       | Netflix                             |       |
| Hanna                        | 2019–2021 | Tomorrow Studios NBCUniversal International Studios                                           | Amazon Prime Video                  |       |
| The Case Against Adnan Syed  | 2019      | Instinct Productions Disarming Films HBO Documentary Films NBCUniversal International Studios | HBO                                 |       |
| Historias de San Francisco   | 2019      | Sweatpants Productions Universal Television NBCUniversal International Studios                | Netflix                             |       |
| The Luminaries               | 2020      | Southern Light Films TVNZ Fremantle Silver Reel                                               | TVNZ2 BBC One                       |       |
| We Are Lady Parts            | 2021      |                                                                                               | Channel 4                           |       |
| Everything I Know About Love | 2022      |                                                                                               | BBC One                             |       |

### Películas

#### 1980s
| Fecha de lanzamiento     | Título                   | Notas                                      |
| ------------------------ | ------------------------ | ------------------------------------------ |
| 15 de noviembre de 1985  | My Beautiful Laundrette  | coproducción con Channel Four Films        |
| 24 de julio de 1987      | Wish You Were Here       | coproducción con Channel Four Films        |
| 30 de octubre de 1987    | Sammy and Rosie Get Laid | coproducción con Channel Four Films        |
| 10 de septiembre de 1988 | Paperhouse               |                                            |
| 13 de abril de 1989      | The Tall Guy             | coproducción con London Weekend Television |
| 19 de mayo de 1989       | For Queen and Country    |                                            |

### 1990s
| Fecha de lanzamiento     | Título                       | Notas                                                                                                  |
| ------------------------ | ---------------------------- | --- |
| 27 de julio de 1990      | Chicago Joe and the Showgirl | coproducción con PolyGram Filmed Entertainment y New Line Cinema                                       |
| 24 de mayo de 1991       | Drop Dead Fred               | coproducción con PolyGram Filmed Entertainment and New Line Cinema                                     |
| 21 de agosto de 1991     | Barton Fink                  | coproducción con 20th Century Fox                                                                      |
| 15 de mayo de 1992       | Rubin and Ed                 | |
| 7 de agosto de 1992      | London Kills Me              | coproducción con PolyGram Filmed Entertainment y Fine Line Features                                    |
| 4 de septiembre de 1992  | Bob Roberts                  | coproducción con PolyGram Filmed Entertainment, Paramount Pictures, Miramax Films y LIVE Entertainment |
| 23 de abril de 1993      | Map of the Human Heart       | coproducción con PolyGram Filmed Entertainment y Miramax Films                                         |
| 14 de mayo de 1993       | Posse                        | coproducción con PolyGram Filmed Entertainment y Gramercy Pictures                                     |
| 8 de octubre de 1993     | The Young Americans          | coproducción con PolyGram Filmed Entertainment y Live Entertainment                                    |
| 4 de febrero de 1994     | Romeo Is Bleeding            | coproducción con PolyGram Filmed Entertainment y Gramercy Pictures                                     |
| 9 de marzo de 1994       | Four Weddings and a Funeral  | coproducción con PolyGram Filmed Entertainment, Channel Four Films y Gramercy Pictures                 |
| 11 de marzo de 1994      | The Hudsucker Proxy          | coproducción con PolyGram Filmed Entertainment, Warner Bros. y Silver Pictures                         |
| 3 de mayo de 1995        | Panther                      | coproducción con PolyGram Filmed Entertainment y Gramercy Pictures                                     |
| 5 de mayo de 1995        | French Kiss                  | coproducción con PolyGram Filmed Entertainment and 20th Century Fox                                    |
| 29 de septiembre de 1995 | Moonlight and Valentino      | coproducción con PolyGram Filmed Entertainment y Gramercy Pictures                                     |
| 29 de diciembre de 1995  | Dead Man Walking             | coproducción con PolyGram Filmed Entertainment y Silver Pictures                                       |
| 8 de marzo de 1996       | Fargo                        | coproducción con PolyGram Filmed Entertainment y Gramercy Pictures                                     |
| 22 de marzo de 1996      | Land and Freedom             | coproducción con PolyGram Filmed Entertainment y Gramercy Pictures                                     |
| 20 de septiembre de 1996 | Loch Ness                    | coproducción con PolyGram Filmed Entertainment y Gramercy Pictures                                     |
| 7 de marzo de 1997       | The Eighth Day               | coproducción con PolyGram Filmed Entertainment and Gramercy Pictures                                   |
| 2 de agosto de 1997      | Bean                         | coproducción con PolyGram Filmed Entertainment, Tiger Aspect Films y Gramercy Pictures                 |
| 3 de octubre de 1997     | The Matchmaker               | coproducción con PolyGram Filmed Entertainment y Gramercy Pictures                                     |
| 5 de diciembre de 1997   | The Borrowers                | coproducción con PolyGram Filmed Entertainment y Gramercy Pictures                                     |
| 6 de marzo de 1998       | The Big Lebowski             | coproducción con PolyGram Filmed Entertainment y Gramercy Pictures                                     |
| 22 de noviembre de 1998  | Elizabeth                    | coproducción con PolyGram Filmed Entertainment, StudioCanal, Channel Four Films y Gramercy Pictures    |
| 29 de enero de 1999      | The Hi-Lo Country            | coproducción con PolyGram Filmed Entertainment yGramercy Pictures                                      |
| 28 de mayo de 1999       | Notting Hill                 | coproducción con PolyGram Filmed Entertainment, StudioCanal y Universal Pictures                       |
| 1 de octubre de 1999     | Plunkett & Macleane          | coproducción con StudioCanal, PolyGram Filmed Entertainment y Gramercy Pictures                        |

### 2000s
| Fecha de lanzamiento     | Título                            | Notas |
| ------------------------ | --------------------------------- | --- |
| 31 de marzo de 2000      | Alta fidelidad                    | coproducción con Touchstone Pictures                                                                                   |
| 13 de octubre de 2000    | Billy Elliot                      | coproducción con BBC Films, Tiger Aspect Productions, StudioCanal y Universal Focus                                    |
| 2 de diciembre de 2000   | O Brother, Where Art Thou?        | coproducción con Touchstone Pictures, Universal Pictures y StudioCanal                                                 |
| 13 de abril de 2001      | El diario de Bridget Jones        | coproducción con Universal Pictures, StudioCanal y Miramax Films                                                       |
| 17 de agosto de 2001     | La mandolina del capitán Corelli  | coproducción con Universal Pictures, StudioCanal y Miramax Films                                                       |
| 2 de noviembre de 2001   | The Man Who Wasn't There          | coproducción con USA Films, Gramercy Pictures y Good Machine                                                           |
| 1 de marzo de 2002       | 40 días y 40 noches               | coproducción con Universal Pictures, StudioCanal y Miramax Films                                                       |
| 22 de marzo de 2002      | Ali G anda suelto                 | coproducción con Universal Pictures y StudioCanal                                                                      |
| 17 de mayo de 2002       | About a Boy                       | coproducción con Universal Pictures, StudioCanal y TriBeCa Productions                                                 |
| 18 de julio de 2003      | Johnny English                    | coproducción con Universal Pictures y StudioCanal                                                                      |
| 28 de octubre de 2003    | Long Time Dead                    | coproducción con Universal Pictures y Focus Features                                                                   |
| 14 de noviembre de 2003  | Love Actually                     | coproducción con Universal Pictures, StudioCanal y DNA Films                                                           |
| 26 de marzo de 2004      | Ned Kelly                         | coproducción con Focus Features y StudioCanal                                                                          |
| 30 de julio de 2004      | Thunderbirds                      | coproducción con StudioCanal y Universal Pictures                                                                      |
| 17 de septiembre de 2004 | Wimbledon                         | coproducción con Universal Pictures y StudioCanal                                                                      |
| 24 de septiembre de 2004 | Shaun of the Dead                 | coproducción con Universal Pictures, StudioCanal y Rogue Pictures                                                      |
| 19 de septiembre de 2004 | Bridget Jones: The Edge of Reason | coproducción con Universal Pictures, StudioCanal y Miramax Films                                                       |
| 4 de febrero de 2005     | Rory O'Shea Was Here              | coproducción con Focus Features y StudioCanal                                                                          |
| 22 de abril de 2005      | The Interpreter                   | coproducción con Universal Pictures y StudioCanal                                                                      |
| 23 de noviembre de 2005  | Pride & Prejudice                 | coproducción con Focus Features y StudioCanal                                                                          |
| 27 de enero de 2006      | Nanny McPhee                      | coproducción con Universal Pictures, StudioCanal y Metro-Goldwyn-Mayer                                                 |
| 28 de abril de 2006      | United 93                         | coproducción con Universal Pictures and StudioCanal                                                                    |
| 27 de octubre de 2006    | Catch a Fire                      | coproducción con Focus Features y StudioCanal                                                                          |
| 26 de enero de 2007      | Smokin' Aces                      | coproducción con Universal Pictures y StudioCanal                                                                      |
| 14 de febrero de 2007    | Hot Fuzz                          | coproducción con Universal Pictures, StudioCanal y Rogue Pictures                                                      |
| 24 de marzo de 2007      | Las vacaciones de Mr. Bean        | coproducción con Universal Pictures, StudioCanal y Tiger Aspect Films                                                  |
| 12 de octubre de 2007    | Elizabeth: la edad de oro         | coproducción con Universal Pictures and StudioCanal                                                                    |
| 4 de enero de 2008       | Atonement                         | coproducción con Focus Features y StudioCanal                                                                          |
| 14 de febrero de 2008    | Definitely, Maybe                 | coproducción con Universal Pictures y StudioCanal                                                                      |
| 12 de septiembre de 2008 | Burn After Reading                | coproducción con Focus Features, Relativity Media y StudioCanal                                                        |
| 5 de diciembre de 2008   | Frost/Nixon                       | coproducción con Universal Pictures, Imagine Entertainment y StudioCanal                                               |
| 17 de abril de 2009      | State of Play                     | coproducción con Universal Pictures y StudioCanal                                                                      |
| 24 de abril de 2009      | El solista                        | coproducción con DreamWorks Pictures, Universal Pictures, Participant Media, StudioCanal y Kraoff/Foster Entertainment |
| 2 de octubre de 2009     | A Serious Man                     | coproducción con Focus Features, Relativity Media y StudioCanal                                                        |
| 13 de noviembre de 2009  | The Boat That Rocked              | coproducción con Universal Pictures y StudioCanal                                                                      |

### 2010s
| Fecha de lanzamiento     | Título                               | Notas |
| ------------------------ | ------------------------------------ | --- |
| 12 de marzo de 2010      | Green Zone                           | coproducción con Universal Pictures y StudioCanal                                                                                  |
| 2 de abril de 2010       | Nanny McPhee and the Big Bang        | coproducción con StudioCanal |
| 18 de marzo de 2011      | Paul                                 | coproducción con Universal Pictures y StudioCanal                                                                                  |
| 12 de agosto de 2011     | Senna                                | coproducción con Universal Pictures y StudioCanal                                                                                  |
| 21 de octubre de 2011    | Johnny English Reborn                | coproducción con Universal Pictures y StudioCanal                                                                                  |
| 9 de diciembre de 2011   | Tinker Tailor Soldier Spy            | coproducción con Focus Features y StudioCanal                                                                                      |
| 13 de enero de 2012      | Contrabando                          | coproducción con Universal Pictures                                                                                                |
| 3 de febrero de 2012     | Big Miracle                          | coproducción con Universal Pictures y Anonymous Content                                                                            |
| 16 de noviembre de 2012  | Anna Karenina                        | coproducción con Focus Features |
| 25 de diciembre de 2012  | Les Misérables                       | with Universal Pictures, Relativity Media y Cameron Mackintosh, Ltd.                                                               |
| 8 de febrero de 2013     | I Give It a Year                     | coproducción con StudioCanal |
| 19 de julio de 2013      | The World's End                      | coproducción con Universal Pictures, Focus Features, y Relativity Media                                                            |
| 28 de agosto de 2013     | Closed Circuit                       | coproducción con Focus Features |
| 4 de septiembre de 2013  | About Time                           | coproducción con Universal Pictures y StudioCanal                                                                                  |
| 27 de septiembre de 2013 | Rush                                 | coproducción Universal Pictures, Imagine Entertainment, Exclusive Media, Cross Creek Pictures y Revolution Films                   |
| 9 de octubre de 2014     | Trash                                | coproducción con StudioCanal, O2 Filmes y PeaPie Films                                                                             |
| 1 de enero de 2015       | The Theory of Everything             | coproducción con Focus Features |
| 28 de agosto de 2015     | We Are Your FrienWe Are Your Friends | coproducción con Warner Bros. Pictures, StudioCanal yRat-Pac Entertainment                                                         |
| 9 de septiembre de 2015  | Legend                               | coproducción con Universal Pictures, StudioCanal, Cross Creek Pictures y Anton Capital Entertainment                               |
| 18 de septiembre de 2015 | Everest                              | coproducción con Universal Pictures, Walden Media y Cross Creek Pictures                                                           |
| 14 de septiembre de 2015 | The Program                          | coproducción con StudioCanal |
| 27 de noviembre de 2015  | The Danish Girl                      | coproducción con Pretty Pictures, Revision Pictures, Senator Global Productions, Universal Pictures International y Focus Features |
| 5 de febrero de 2016     | Hail, Caesar!                        | coproducción con Universal Pictures y Mike Zoss Productions                                                                        |
| 11 de marzo de 2016      | The Brothers Grimsby                 | coproducción con Columbia Pictures, Village Roadshow Pictures, Big Talk Productions y Four by Two Productions                      |
| 16 de septiembre de 2016 | Bridget Jones's Baby                 | coproducción con StudioCanal, Miramax y Universal Pictures                                                                         |
| 30 de junio de 2017      | Baby Driver                          | coproducción con Big Talk Productions, TriStar Pictures y Media Rights Capital                                                     |
| 15 de septiembre de 2017 | Victoria and Abdul                   | coproducción con BBC Films, Focus Features y Universal Pictures                                                                    |
| 13 de octubre de 2017    | The Snowman                          | coproducción con Universal Pictures, Perfect World Pictures y Another Park Film                                                    |
| 12 de enero de 2018      | Darkest Hour                         | coproducción con Universal Pictures, Focus Features y Perfect World Pictures                                                       |
| 16 de marzo de 2018      | 7 Days in Entebbe                    | coproducción con Participant Media y Focus Features                                                                                |
| 26 de octubre de 2018    | Johnny English Strikes Again         | coproducción con StudioCanal, Perfect World Pictures y Universal Pictures                                                          |
| 7 de diciembre de 2018   | Mary Queen of Scots                  | coproducción con Perfect World Pictures y Focus Features                                                                           |
| 25 de enero de 2019      | The Kid Who Would Be King            | coproducción con Big Talk Productions, TSG Entertainment y 20th Century Fox                                                        |
| 28 de julio de 2019      | Yesterday                            | coproducción con Universal Pictures, Perfect World Pictures y Decibel Films                                                        |
| 20 de diciembre de 2019  | Cats                                 | coproducción con Universal Pictures, Amblin Entertainment, Monumental Pictures y Really Useful Group                               |

### 2020s
| Fecha de lanzamiento     | Título                             | Notas                                                                        |
| ------------------------ | ---------------------------------- | ---------------------------------------------------------------------------- |
| 14 de febrero de 2020    | Emma                               | coproducción con Focus Features, Blueprint Pictures y Perfect World Pictures |
| 29 de mayo de 2020       | The High Note                      | coproducción con Focus Features y Perfect World Pictures                     |
| 24 de julio de 2020      | Radioactive                        | coproducción con StudioCanal y Amazon Studios                                |
| 21 de octubre de 2020    | Rebecca                            | coproducción con Netflix                                                     |
| 29 de octubre de 2021    | Last Night in Soho                 | coproducción con Focus Features, Film4 Productions y Complete Fiction        |
| 25 de febrero de 2022    | Cyrano                             | coproducción con Metro-Goldwyn-Mayer y Bron Creative                         |
| 23 de septiembre de 2022 | Catherine Called Birdy             | coproducción con Amazon Studios y Good Thing Going                           |
| 21 de octubre de 2022    | Ticket to Paradise                 | cop roducción con Universal Pictures, Red Om Films y Smokehouse Pictures     |
| 11 de noviembre de 2022  | The Swimmers                       | coproducción con Netflix                                                     |
| 9 de diciembre de 2022   | Matilda, de Roald Dahl: el musical | coproducción con Netflix, TriStar Pictures y the Roald Dahl Story Company    |
| 24 de febrero de 2023    | What's Love Got to Do With It?     | coproducción con StudioCanal y Instinct Productions                          |
| 8 de abril de 2023       | Polite Society                     | coproducción con Focus Features y Parkville Pictures                         |
| 22 de noviembre de 2023  | Genie                              | coproducción con Universal Pictures                                          |
| 23 de febrero de 2024    | Drive-Away Dolls                   | coproducción con Focus Features                                              |
| 19 de mayo de 2024       | The Substance                      | coproducción con MUBI y Black Smith                                          |

### En desarrollo
| Título                                          | Notas                                                                      |
| ----------------------------------------------- | -------------------------------------------------------------------------- |
| Blitz                                           | coproducción con Apple TV+, Regency Enterprises, New Regency y Lammas Park |
| In Five Years                                   | Coproducción con New Line Cinema y HBO Max                                 |
| Unreasonable Behaviour                          | coproducción con Hardy Son & Baker                                         |
| Película biográfica de Anna May Wong sin título | coproducción con Significant Productions                                   |
| Posible secuela de Baby Driver                  | coproducción con TriStar Pictures, MRC, y Big Talk Productions             |
| Película sin título                             | Coproducción con Focus Features                                            |